# Gunnar Marcusson
Gunnar Marcusson, né le 25 février 1918 à Skottlanda en Suède, et morte le 5 janvier 2014 à Kristinehamn est un entraîneur, éleveur de chevaux et ancien driver suédois,.

## Palmarès sélectif

### Comme entraîneur et/ou driver
Suède
- Axevalla – Lord Bulwark (1966)
- Årjängstravet –  Kings Maid (1967)
- Färjestadstravet –  Lord Bulwark (1968)
- Örebrotravet – Git Key (1973)
- Örebrotravet – Git Key (1976)